# 速水太郎
速水 太郎（はやみ たろう、1862年4月30日（文久2年4月2日） - 1936年（昭和11年）12月31日）は、日本の実業家。関西地方と中国地方における鉄道事業と電力事業に関わった。主に、阪鶴鉄道の取締役支配人、箕面有馬電気軌道（現阪急阪神ホールディングス）の取締役、大阪電気軌道（現近畿日本鉄道）の取締役、山陽中央水電の社長を務めた。

## 来歴
伊賀国上野忍町（現在の伊賀市）にて、藤堂藩士速水受益（つぐかず）と多慶子（たけこ）の長男として生まれる。3人の姉（長女は早世）と2人の弟がおり、弟の速水次郎、速水捨三郎はともにゴム事業で知られる。
明治維新に際して速水家は家禄を失い困窮したが、速水は13歳で郷学校の数学・習字の教師代理を命じられるほど学業優秀であった。16歳にて京都府英学校（後の京都中学校）に入学、1881年（明治14年）3月、20歳にて首席で卒業。まもなく、橋本すて子と結婚。
1883年（明治16年）7月、神戸駅逓出張局（のちの神戸郵便局）外事課に勤務。英語がきわめて堪能であった。1889年（明治22年）神戸郵便局外事課を辞し、海外貿易業務を扱う速水貿易商会を設立するも、同年中に商会の貨物を積んだ汽船が難破沈没。莫大な損失を抱え、速水貿易商会は倒産した。

## 鉄道事業
1890年（明治23年）2月、山陽鉄道に入社し、同社社長中上川彦次郎の秘書となる。入社のいきさつは以下の通り。速水は山陽鉄道に建築材料を売り込む外国人の通訳をした際に、中上川社長に、英語に精通している点を高く評価された。さらに、鉄道建設に関わる専門的な討議において、鉄道技術者ではないのにもかかわらず、同社の技術者と相対して堂々と論争した。この様子を同社技術課長の南清が見て、速水を推挙した。山陽鉄道において、速水は南清に鉄道土木技術を学んだ。
1896年（明治29年）、南清は筑豊興業鉄道技師長村上享一と共同で、大阪に鉄道工務所を設立。南・村上の没後、速水はその運営に当たった。1912年（大正元年）から1914年（大正3年）にかけて、帝国鉄道協会の理事を務めた。
1910年（明治43年）『関門架橋論』を発表し、翌1911年（明治44年）9月には速水の他、渋沢栄一などが発起人となり関門架橋株式会社を出願したが許可されなかった。なお、関門トンネルの出願もしている。
1912年（大正元年）9月には、国有鉄道を官民共栄の株式会社に譲渡する『帝国財政整理案』を発刊。

### 阪鶴鉄道
1896年（明治29年）4月、南清が阪鶴鉄道に移り、速水も阪鶴鉄道に移った（庶務係長として）。速水は、松茸狩列車を発案し、成功させた。
阪鶴鉄道は福知山まで達した後、舞鶴への線路建設をなかなか完成できずにいたが、1901年（明治34年）3月、速水の発案により、日本海に注ぐ由良川に「鉄製聯絡船」を運行し、阪鶴鉄道と連絡させることにより、太平洋岸と日本海岸の連絡輸送を実現。さらに、路線が舞鶴まで開通した後、橋立丸（58トン）・第二橋立丸（170トン）・阪鶴丸（760トン）を建造し、日本海沿岸の連絡運輸を実施した。
1904年（明治37年）10月、営業部長から取締役支配人に昇進。1906年（明治39年）3月に鉄道国有法が公布され、阪鶴鉄道は政府に買収されることになり、速水は逓信省との折衝を行う。

### 箕面有馬電気軌道
1907年（明治40年）、阪鶴鉄道の既得特許を生かして、箕面有馬電気軌道が設立された。速水は、同社の発起人並びに創立委員であり、監査役になった。さらに、1908年（明治41年）4月に取締役に就任。速水は、同社専務取締役小林一三より路線建設工事を一任される。
箕面有馬電気軌道は、後の神戸線を建設するため、神戸・西宮間の特許をもつ灘循環電軌を合併。しかし、1916年（大正5年）6月、箕面有馬電気軌道に対して、同合併に関する株主総会決議無効確認訴訟が起こされ、速水は同合併手続きに直接関与したことで刑事責任を問われる。この訴訟は、1918年（大正7年）12月に箕面有馬電気軌道の勝訴判決が確定して終わる。

### 大阪電気軌道
1910年（明治43年）9月、奈良鉄道（同年10月、奈良鉄道は大阪電気軌道に改称）が設立され、速水は取締役に就任。難所生駒トンネルを含む大阪奈良間全線の工事総監督を担う。

## 電力事業
播磨水力電気の社長、両備水電の取締役、両社が合併して設立された山陽中央水電の社長を務め、また阪神急行電鉄と宇治川電気の共同出資による今津発電（1922年〈大正11年〉4月12日、今津発電所竣工）の社長を務めた。

### 播磨水力電気
1909年（明治42年）5月に播磨水力電気株式会社が設立されるが、速水はその発起人のひとりであり、1910年（明治43年）3月には同社の初代社長となる。

### 両備水電
1913年（大正2年）、速水は他6名の連署をもって、広島県・岡山県両知事に帝釈川の水利使用を出願した。出願は、1917年（大正6年）2月の変更申請を経て、1918年（大正7年）に許可された。
これを受けて、1918年（大正7年）7月11日、両備水電株式会社が設立され、速水は専務取締役になる。

### 山陽中央水電
1921年（大正10年）2月11日、播磨水力電気株式会社・両備水電株式会社が合併し、山陽中央水電株式会社になる。速水は同社専務取締役になる。
1922年（大正11年）3月6日、山陽中央水電は、赤穂電燈、牛窓電気、西大寺電燈を合併する（臨時株主総会の開催は1921年（大正10年）12月）。
1924年（大正13年）3月、帝釈川発電所が竣工する。
1924年（大正13年）6月25日、山陽中央水電は、定時総会にて岡山電燈株式会社の10万株すべての買収を決議する。速水は、1924年（大正13年）8月5日、岡山電燈の専務取締役になる。その後、1933年（昭和8年）10月5日に、山陽中央水電と岡山電燈は合併する。
1925年（大正14年）10月6日、速水は山陽中央水電の社長に就任する。
1926年（大正15年）3月20日、山陽中央水電は吉井川電力株式会社を合併する。
1928年（昭和3年）8月、山陽中央水電は、中国合同電気の株式全62万株中の18万2株を買収し、速水は同社の監査役になる。

## 晩年
1936年（昭和11年）12月21日、山陽中央水電の社長として同社帝釈川発電所を巡視した帰途に卒倒し、同年12月31日に死去。1937年（昭和12年）1月9日、山陽中央水電により、大阪阿部野橋新斎場において社葬が執り行われた。